# آنی کلووی
آنی کلووی (انگلیسی: Anne Kjersti Kalvå؛ زادهٔ ۵ ژوئن ۱۹۹۲) اسکی‌باز صحرانوردی اهل نروژ است.